# Panenka (revista)
Panenka es una revista de periodo mensual que aborda la cultura futbolística a través de enfoques históricos, culturales, sociales o políticos. Fue fundada en 2011 por un grupo de periodistas, fotógrafos, ilustradores y diseñadores, y comenzó su actividad el 20 de junio, fecha del 35 aniversario del Penalti a lo Panenka.

### Revistas
- En ocasiones la temática del número y la portada no coinciden.

| Número                    | Temática                                 |                                               |
| ------------------------- | ---------------------------------------- | --------------------------------------------- |
| #00 - septiembre de 2011  | Antonín Panenka                          | Bandera de República Checa                    |
| #01 - octubre de 2011     | Los Agentes de los futbolistas           |                                               |
| #02 - noviembre de 2011   | Manolo Preciado                          | Bandera de Cantabria                          |
| #03 - diciembre de 2011   | Lionel Messi                             | Bandera de Argentina                          |
| #04 - enero de 2012       | Fútbol en la Unión Soviética             | Bandera de la Unión Soviética                 |
| #05 - febrero de 2012     | La Afición                               |                                               |
| #06 - marzo de 2012       | Flamengo                                 | Bandera de Brasil                             |
| #07 - abril de 2012       | Selección de Alemania                    | Bandera de Alemania                           |
| #08 - mayo de 2012        | Athletic Club                            | Bandera del País Vasco                        |
| #09 - junio de 2012       | Eurocopa 2012                            | Bandera de Polonia · Bandera de Ucrania       |
| #10 - verano de 2012      | Premier League                           | Bandera de Inglaterra                         |
| #11 - septiembre de 2012  | Real Oviedo                              | Bandera de Asturias                           |
| #12 - octubre de 2012     | Fútbol sin papeles                       |                                               |
| #13 - noviembre de 2012   | París Saint-Germain                      | Bandera de Francia                            |
| #14 - diciembre de 2012   | Fútbol en Italia                         | Bandera de Italia                             |
| #15 - enero de 2013       | El Portero                               |                                               |
| #16 - febrero de 2013     | FIFA                                     |                                               |
| #17 - marzo de 2013       | La emigración de futbolista español      | Bandera de España                             |
| #18 - abril de 2013       | Bundesliga                               | Bandera de Alemania                           |
| #19 - mayo de 2013        | El Árbitro                               |                                               |
| #20 - junio de 2013       | Selección de los Países Bajos            | Bandera de los Países Bajos                   |
| #21 - verano de 2013      | Fútbol del futuro                        |                                               |
| #22 - septiembre de 2013  | La Quinta del Buitre                     | Bandera de la Comunidad de Madrid             |
| #23 - octubre de 2013     | Fútbol en edad escolar                   |                                               |
| #24 - noviembre de 2013   | Atlético de Madrid                       | Bandera de la Comunidad de Madrid             |
| #25 - diciembre de 2013   | Fútbol en Argentina                      | Bandera de Argentina                          |
| #26 - enero de 2014       | Xavi Hernández                           | Bandera de Cataluña                           |
| #27 - febrero de 2014     | Los trabajadores en el fútbol            |                                               |
| #28 - marzo de 2014       | Fútbol en los EE. UU.                    | Bandera de Estados Unidos                     |
| #29 - abril de 2014       | Rivalidades                              |                                               |
| #30 - mayo de 2014        | Fútbol y paternidad                      |                                               |
| #31 - junio de 2014       | Mundial 2014                             | Bandera de Brasil                             |
| #32 - verano de 2014      | Fútbol con causa                         |                                               |
| #33 - septiembre de 2014  | 11 maneras de ganar                      |                                               |
| #34 - octubre de 2014     | Fútbol femenino                          |                                               |
| #35 - noviembre de 2014   | Las raíces del fútbol                    |                                               |
| #36 - diciembre de 2014   | Fútbol en la RDA                         | Bandera de Alemania Oriental                  |
| #37 - enero de 2015       | El fútbol en Manchester                  | Bandera de Inglaterra                         |
| #38 - febrero de 2015     | La Ley del Palco                         |                                               |
| #39 - marzo de 2015       | Canteras                                 |                                               |
| #40 - abril de 2015       | Fútbol desahuciado                       | Bandera de España                             |
| #41 - mayo de 2015        | Maradona y Nápoles                       | Bandera de Argentina · Bandera de Italia      |
| #42 - junio de 2015       | Selección de Colombia                    | Bandera de Colombia                           |
| #43 - verano de 2015      | Copa de Europa                           |                                               |
| #44 - septiembre de 2015  | Pelé                                     | Bandera de Brasil                             |
| #45 - octubre de 2015     | 20 años de la Ley Bosman                 |                                               |
| #46 - noviembre de 2015   | George Best                              | Bandera de Irlanda del Norte                  |
| #47 - diciembre de 2015   | Ultras                                   |                                               |
| #48 - enero de 2016       | Selección de Bélgica                     | Bandera de Bélgica                            |
| #49 - febrero de 2016     | Valencia CF                              | Bandera de la Comunidad Valenciana            |
| #50 - marzo de 2016       | Especial #50                             |                                               |
| #51 - abril de 2016       | Clarence Seedorf                         | Bandera de los Países Bajos                   |
| #52 - mayo de 2016        | Pep Guardiola                            | Bandera de Cataluña                           |
| #52 - junio de 2016       | Eurocopa 2016                            | Bandera de Francia                            |
| #54 - verano de 2016      | El fútbol en los '80                     |                                               |
| #55 - septiembre de 2016  | Sevilla FC                               | Bandera de Andalucía                          |
| #56 - octubre de 2016     | Selección de Portugal                    | Bandera de Portugal                           |
| #57 - noviembre de 2016   | La homosexualidad en el fútbol           |                                               |
| #58 - diciembre de 2016   | Los futbolistas y la prensa              |                                               |
| #59 - enero de 2017       | Real Madrid                              | Bandera de la Comunidad de Madrid             |
| #60 - febrero de 2017     | El Fútbol en China                       | Bandera de la República Popular China         |
| #61 - marzo de 2017       | Año I después de Cruyff                  | Bandera de los Países Bajos                   |
| #62 - abril de 2017       | Segunda División                         | Bandera de España                             |
| #63 - mayo de 2017        | AC Milan                                 | Bandera de Italia                             |
| #64 - junio de 2017       | La vida después del fútbol               |                                               |
| #65 - verano de 2017      | El fútbol en los '90                     |                                               |
| #66 - septiembre de 2017  | La revolución de los modestos            |                                               |
| #67 - octubre de 2017     | Fútbol en México                         | Bandera de México                             |
| #68 - noviembre de 2017   | Real Sociedad                            | Bandera del País Vasco                        |
| #69 - diciembre de 2017   | Fútbol y Cine                            |                                               |
| #70 - enero de 2018       | Fútbol en Londres                        | Bandera de Inglaterra                         |
| #71 - febrero de 2018     | El Posfútbol                             |                                               |
| #72 - marzo de 2018       | El Fútbol en el III Reich                | Bandera de Alemania nazi                      |
| #73 - abril de 2018       | Lesiones                                 |                                               |
| #74 - mayo de 2018        | Fútbol en Grecia                         | Bandera de Grecia                             |
| #75 - junio de 2018       | Mundial 2018                             | Bandera de Rusia                              |
| #76 - verano de 2018      | El fútbol en los '70                     |                                               |
| #77 - septiembre de 2018  | Francia y el reto de la integración      | Bandera de Francia                            |
| #78 - octubre de 2018     | Real Betis                               | Bandera de Andalucía                          |
| #79 - noviembre de 2018   | El Arsenal Invencible                    | Bandera de Inglaterra                         |
| #80 - diciembre de 2018   | Bad Boys                                 |                                               |
| #81 - enero de 2019       | 90 años de La Liga                       | Bandera de España                             |
| #82 - febrero de 2019     | El fútbol holandés                       | Bandera de los Países Bajos                   |
| #83 - marzo de 2019       | El fútbol en Japón                       | Bandera de Japón                              |
| #84 - abril de 2019       | Grande Torino                            | Bandera de Italia                             |
| #85 - mayo de 2019        | Nottingham Forest                        | Bandera de Inglaterra                         |
| #86 - junio de 2019       | Mundial Femenino '19                     | Bandera de Francia                            |
| #87 - verano de 2019      | El fútbol en los '60                     |                                               |
| #88 - septiembre de 2019  | Anfield: El templo                       | Bandera de Inglaterra                         |
| #89 - octubre de 2019     | Pioneros                                 |                                               |
| #90 - noviembre de 2019   | Fútbol en la frontera                    |                                               |
| #91 - diciembre de 2019   | Fútbol y música                          |                                               |
| #92 - enero de 2020       | 60 años de la Copa Libertadores          | Bandera de la Unión de Naciones Suramericanas |
| #93 - febrero de 2020     | Club Atlético Osasuna                    | Bandera de Navarra                            |
| #94 - marzo de 2020       | El fútbol ante la crisis climática       |                                               |
| #95 - abril de 2020       | Real Zaragoza                            | Bandera de Aragón                             |
| #96 - mayo de 2020        | La derrota                               |                                               |
| #97 - junio de 2020       | 100 años de la selección española        | Bandera de España                             |
| #98 - verano de 2020      | Años 50                                  |                                               |
| #99 - septiembre de 2020  | Uruguay, milagro chiquito                | Bandera de Uruguay                            |
| #100 - octubre de 2020    | 100 partidos imprescindibles             |                                               |
| #101 - noviembre de 2020  | Marcelo Bielsa                           | Bandera de Uruguay                            |
| #102 - diciembre de 2020  | Fenómeno Trinche                         | Bandera de Argentina                          |
| #103 - enero de 2021      | Eslovenia, orgullo polideportivo         | Bandera de Eslovenia                          |
| #104 - febrero de 2021    | Sporting, patria querida                 | Bandera de Asturias                           |
| #105 - marzo de 2021      | Fútbol pospandemia                       |                                               |
| #106 - abril de 2021      | Estrella Roja 1991                       | Bandera de Yugoslavia                         |
| #107 - mayo de 2021       | Universo Haaland                         | Bandera de Noruega                            |
| #108 - junio de 2021      | Euro 2020                                |                                               |
| #109 - verano de 2021     | Fútbol y Juegos Olímpicos                |                                               |
| #110 - septiembre de 2021 | La década del 'Cholo'                    | Bandera de Argentina                          |
| #111 - octubre de 2021    | 150 años de la FA Cup                    | Bandera de Inglaterra                         |
| #112 - noviembre de 2021  | Diego Armando Maradona                   | Bandera de Argentina                          |
| #113 - diciembre de 2021  | Fútbol e islas                           |                                               |
| #114 - enero de 2022      | Fútbol francés                           | Bandera de Francia                            |
| #115 - febrero de 2022    | 1992, el año en el que cambió todo       |                                               |
| #116 - marzo de 2022      | RC Deportivo de La Coruña                | Bandera de Galicia                            |
| #117 - abril de 2022      | Fútbol para la resistencia               |                                               |
| #118 - mayo de 2022       | 40 aniversario de España '82             |                                               |
| #119 - junio de 2022      | Eurocopa 2022                            |                                               |
| #120 - verano de 2022     | Años 2000                                |                                               |
| #121 - septiembre de 2022 | El Manchester United después de Ferguson | Bandera de Inglaterra                         |
| #122 - octubre de 2022    | El futbolista alarga su carrera          |                                               |
| #123 - noviembre de 2022  | Las sombras del Mundial                  | Bandera de Catar                              |
| #124 - diciembre de 2022  | Todo o nada: especial finales            |                                               |
| #125 - febrero de 2023    | Buenos Aires                             | Bandera de Argentina                          |
| #126 - marzo de 2023      | Racismo                                  |                                               |
| #127 - abril de 2023      | Olympique de Marsella 1993               | Bandera de Francia                            |
| #128 - mayo de 2023       | Brasileños en España                     |                                               |
| #129 - junio de 2023      | Nápoles campeón de Italia                | Bandera de Italia                             |
| #130 - verano de 2023     | Es la hora: el Mundial del cambio        |                                               |
| #131 - septiembre de 2023 | 100 años del Celta                       | Bandera de Galicia                            |
| #132 - octubre de 2023    | Berlín                                   | Bandera de Alemania                           |
| #133 - noviembre de 2023  | Juventus                                 | Bandera de Italia                             |
| #134 - diciembre de 2023  | Pelé                                     | Bandera de Brasil                             |
| #135 - febrero de 2024    | Danubio                                  |                                               |
| #136 - marzo de 2024      | El entrenador vasco                      | Bandera del País Vasco                        |
| #137 - abril de 2024      | Cuando el fútbol conoció a José Mourinho | Bandera de Portugal                           |
| #138 - mayo de 2024       | 100 años del Rayo Vallecano              | Bandera de la Comunidad de Madrid             |
| #139 - junio de 2024      | Euro 2024                                |                                               |
| #140 - verano de 2024     | La Champions (92-24)                     |                                               |
| #141 - septiembre de 2024 | Turquía                                  | Bandera de Turquía                            |
| #142 - octubre de 2024    | Jürgen Klopp                             | Bandera de Alemania                           |
| #143 - noviembre de 2024  | 125 años del FC Barcelona                | Bandera de Cataluña                           |
| #144 - diciembre de 2024  | Di Stefano                               | Bandera de Argentina · Bandera de España      |
| #145 - febrero de 2025    | La salud mental en el fútbol             |                                               |
| #146 - marzo de 2025      | Oceanía, fútbol en las antípodas         |                                               |
| #147 - abril de 2025      | Racing de Santander                      | Bandera de Cantabria                          |
| #148 - mayo de 2025       | Alan Shearer                             | Bandera de Inglaterra                         |
| #149 - junio de 2025      | Copa Mundial de Clubes de la FIFA 2025   |                                               |
| #150 - verano de 2025     | Especial camisetas                       |                                               |

## Galería
- Presentación de Panenka en València. Conferencia sobre fútbol con Ferran Torrent y el director de comunicación del VCF, Damià Vidagany. (en catalán)